# AEGON Classic 2017 - Doppio
Karolína Plíšková e Barbora Strýcová erano le detentrici del titolo, ma Plíšková ha deciso di non partecipare. Strýcová ha giocato insieme a Lucie Šafářová ma si sono ritirate nei quarti di finale.
Ashleigh Barty e Casey Dellacqua hanno vinto il titolo sconfiggendo in finale Chan Hao-ching e Zhang Shuai con il punteggio di 6–1, 2–6, [10–8].

## Teste di serie
1. Lucie Šafářová /  Barbora Strýcová (quarti di finale, ritirate)
2. Abigail Spears /  Katarina Srebotnik (quarti di finale, ritirate)

1. Gabriela Dabrowski /  Xu Yifan (primo turno)
2. Ashleigh Barty /  Casey Dellacqua (campionesse)

## Wildcard
1. Naomi Broady /  Heather Watson (primo turno)

## Tabellone

### Legenda
| - Q = Qualificato - WC = Wild card - LL = Lucky loser | - ALT = Alternate - SE = Special Exempt - PR = Protected Ranking | - w/o = Walkover - r = Ritirato - d = Squalificato |

|  | Primo turno            | Primo turno             | Primo turno             | Primo turno | Primo turno |  |  | Quarti di finale | Quarti di finale       | Quarti di finale       | Quarti di finale      | Quarti di finale    |                     |     | Semifinali       | Semifinali           | Semifinali           | Semifinali           | Semifinali |   |     | Finale | Finale | Finale | Finale | Finale |  |
|  |                        |                         |                         |             |             |  |  |                  |                        |                        |                       |                     |                     |     |                  |                      |                      |                      |            |   |     |        |        |        |        |        |  |
|  | 1                      | L Šafářová B Strýcová   | L Šafářová B Strýcová   | 6           | 6           |  |  |                  |                        |                        |                       |                     |                     |     |                  |                      |                      |                      |            |   |     |        |        |        |        |        |  |
|  |                        | J Cako A Naydenova      | J Cako A Naydenova      | 2           | 4           |  |  | 1                | L Šafářová B Strýcová  | L Šafářová B Strýcová  | L Šafářová B Strýcová |                     |                     |     |                  |                      |                      |                      |            |   |     |        |        |        |        |        |  |
|  | S Mirza C Vandeweghe   | S Mirza C Vandeweghe    | S Mirza C Vandeweghe    | 6           | 6           |  |  |                  | S Mirza C Vandeweghe   | S Mirza C Vandeweghe   | S Mirza C Vandeweghe  | w/o                 |                     |     |                  |                      |                      |                      |            |   |     |        |        |        |        |        |  |
|  | D Jurak An Rodionova   | D Jurak An Rodionova    | D Jurak An Rodionova    | 2           | 4           |  |  |                  |                        |                        |                       |                     |                     |     |                  | S Mirza C Vandeweghe | S Mirza C Vandeweghe | S Mirza C Vandeweghe |            |   |     |        |        |        |        |        |  |
|  | 4                      | A Barty C Dellacqua     | A Barty C Dellacqua     | 7           | 6           |  |  |                  |                        | 4                      | A Barty C Dellacqua   | A Barty C Dellacqua | A Barty C Dellacqua | w/o |                  |                      |                      |                      |            |   |     |        |        |        |        |        |  |
|  |                        | D Gavrilova K Siniaková | D Gavrilova K Siniaková | 5           | 1           |  |  | 4                | A Barty C Dellacqua    | A Barty C Dellacqua    | 6                     | 6                   |                     |     |                  |                      |                      |                      |            |   |     |        |        |        |        |        |  |
|  | D Cibulková G Muguruza | D Cibulková G Muguruza  | D Cibulková G Muguruza  | 6           | 6           |  |  |                  | D Cibulková G Muguruza | D Cibulková G Muguruza | 3                     | 1                   |                     |     |                  |                      |                      |                      |            |   |     |        |        |        |        |        |  |
|  | N Hibino A Rosolska    | N Hibino A Rosolska     | N Hibino A Rosolska     | 2           | 4           |  |  |                  |                        |                        |                       |                     |                     |     | 4                | A Barty C Dellacqua  | 6                    | 2                    | [10]       |   |     |        |        |        |        |        |  |
|  | H-c Chan S Zhang       | H-c Chan S Zhang        | 5                       | 6           | [10]        |  |  |                  |                        |                        |                       |                     |                     |     |                  |                      |                      | H-c Chan S Zhang     | 1          | 6 | [8] |        |        |        |        |        |  |
|  | A Cornet Y Putintseva  | A Cornet Y Putintseva   | 7                       | 3           | [3]         |  |  | H-c Chan S Zhang | H-c Chan S Zhang       | 2                      | 6                     | [10]                |                     |     |                  |                      |                      |                      |            |   |     |        |        |        |        |        |  |
|  |                        | S Aoyama Z Yang         | S Aoyama Z Yang         | 6           | 6           |  |  | S Aoyama Z Yang  | S Aoyama Z Yang        | 6                      | 2                     | 6                   |                     |     |                  |                      |                      |                      |            |   |     |        |        |        |        |        |  |
|  | 3                      | G Dabrowski Y Xu        | G Dabrowski Y Xu        | 3           | 0           |  |  |                  |                        |                        |                       |                     |                     |     | H-c Chan S Zhang | H-c Chan S Zhang     | H-c Chan S Zhang     | 6                    | 6          |   |     |        |        |        |        |        |  |
|  |                        | R Atawo C McHale        | 6                       | 2           | [10]        |  |  |                  |                        | R Atawo C McHale       | R Atawo C McHale      | R Atawo C McHale    | 2                   | 3   |                  |                      |                      |                      |            |   |     |        |        |        |        |        |  |
|  | WC                     | N Broady H Watson       | 2                       | 6           | [7]         |  |  |                  | R Atawo C McHale       | R Atawo C McHale       | R Atawo C McHale      | w/o                 |                     |     |                  |                      |                      |                      |            |   |     |        |        |        |        |        |  |
|  |                        | N Kichenok O Savchuk    | N Kichenok O Savchuk    | 3           | 1           |  |  | 2                | A Spears K Srebotnik   | A Spears K Srebotnik   | A Spears K Srebotnik  |                     |                     |     |                  |                      |                      |                      |            |   |     |        |        |        |        |        |  |
|  | 2                      | A Spears K Srebotnik    | A Spears K Srebotnik    | 6           | 6           |  |  |                  |                        |                        |                       |                     |                     |     |                  |                      |                      |                      |            |   |     |        |        |        |        |        |  |